# Ningaui timealeyi
Ningaui timealeyi е вид бозайник от семейство Торбести мишки (Dasyuridae).

## Разпространение
Видът е разпространен в Австралия.